# HD 32686
HD 32686，又名BD-03 998，SAO 131742、HR 1646，是一颗恒星，视星等为6.05，位于銀經202.96，銀緯-25，其B1900.0坐标为赤經4h 59m 54.2s，赤緯-3° -25′ 41″。